# 大石利雄
大石 利雄（おおいし としお、1953年4月8日 - ）は、日本の総務官僚。総務事務次官を経て、一般財団法人地方財務協会理事長、学校法人自治医科大学理事長。

## 人物・経歴
千葉県出身。千葉県立千葉高等学校を経て、東京大学法学部第2類（公法コース）卒業。1976年 自治省入省。同年7月 静岡県財政課長。1978年4月 消防庁消防課。1979年5月 自治省財政局調整室。
2005年9月15日 消防庁次長。 2008年8月1日 自治大学校長。2009年7月14日 大臣官房長。2010年1月15日 大臣官房総括審議官（広報、政策企画担当）。2012年9月11日 総務審議官（自治行政担当）。2013年6月 消防庁長官。2014年7月 総務事務次官。2015年みずほ総合研究所株式会社顧問。2016年一般社団法人地方財務協会理事長、金山町政策顧問。2017年学校法人自治医科大学理事長、公益財団法人地域社会振興財団理事長。

## 著書
- 岡本全勝と共著『地方財政法 (地方公務員の法律全集) 』ぎょうせい、1993年。